# Leucania perstrigata
Leucania perstrigata là một loài bướm đêm trong họ Noctuidae.